# Девяткин, Михаил Константинович
Михаи́л Константи́нович Девя́ткин (5 [18] октября 1916, Петроград, Российская империя — 14 ноября 2003, Санкт-Петербург, Россия) — заслуженный артист Эстонской ССР (1950), заслуженный артист РСФСР (22.9.1959).

## Биография
Родился 5 октября 1916 года в Петрограде. Еврей.
В 1938 году окончил Центральное Ленинградское театральное училище. С 1936 года — в Ленинградском театре п/р С. Э. Радлова. В 1938—1956 годах — в Театре Краснознаменного Балтийского флота. В 1956—1960 годах — в Музыкально-драматическом театре Петрозаводска. С 1961 года и до самой кончины — в Театре имени Ленсовета.
Участник Великой Отечественной войны.
Увлекался коллекционированием почтовых открыток.
Скончался 14 ноября 2003 года. Похоронен на Сестрорецком кладбище под Санкт-Петербургом.

## Творчество

### Санкт-Петербургский академический театр имени Ленсовета
- 1961 — «Пигмалион» Б. Шоу — мистер Дулитл
- 1970 — «Хождение по мукам» по роману А. Н. Толстого — махновец
- 1970 — «Человек и джентльмен» Э. де Филиппо — Лампорте
- 1970 — «Остаётся час» А. Корина — Колькин
- 1970 — «Жестокость» П. Нилина — шарманщик
- 1970 — «Укрощение строптивой» У. Шекспира — странствующий учитель
- 1971 — «Человек со стороны» И. Дворецкого — Валентик
- 1970 — «Остаётся час» А. Корина — Журавушкин
- 1972 — «Солдат и змея» Т. Габбе — король
- 1970 — «Вот какой факт получается» Б. Л. Васильева — Бызин
- 1973 — «Преступление и наказание» по роману Ф. М. Достоевского — мещанин
- 1973 — «Тот, кто получает пощёчины» Л. Н. Андреева — Джексон
- 1973 — «Ковалёва из провинции» И. М. Дворецкого — Чачхалия, шофёр междугородного автобуса из Сухуми
- 1974 — «Левша» Б. М. Рацера, В. К. Константинова по «Сказу о тульском косом Левше и о стальной блохе» Н. С. Лескова — купец Грознов
- 1975 — «Похожий на льва» Р. Ибрагимбекова Махмуд.
- 1978 — «Человек, животное и добродетель» Л. Пиранделло — Тото
- 1982 — «Рояль в открытом море» —  Хлебников
- 1982 — «Двери хлопают» М. Фермо — старичок
- 1982 — «Кошка на раскалённой крыше» Т. Уильямса — Тукер
- 1983 — «Игроки» Н. В. Гоголя — Замухрышкин
- 1986 — «Круглый стол под абажуром» В. К. Арро — Гудков
- 1989 — «Когда спящий проснётся» О. Ёрнева — Семён Семёнович
- 1991 — «Западня» Т. Ружевича — Человек с книжкой, отец Фелице
- 1991 — «Таланты и поклонники» А. Н. Островского — Обер-кондуктор
- 1992 — «Убийство Гонзаго» Н. Йорданова — Бенволио
- 1993 — «Шум за сценой» М. Фрейна — Селдон
- 1995 — «Божий одуванчик» Б. Рацера, В. Константинова — Фёдор Фёдорович
- 1997 — «Войцек» Г. Бюхнера — старик
- 1997 — «Кот в сапогах» Ш. Перро — король Ананас
- 1999 — «Душечка» поп повести А. П. Чехова — Дежурный по вокзалу
- 1999 — «На бойком месте» А. Н. Островского — Сеня
- 2000 — «Фро» А. Платонова — Отец
- 2001 — «Дама-призрак» П. Кальдерона — Родриго
- 2002 — «Фредерик, или Бульвар преступлений» Э.-Э. Шмитта — Антуан

## Фильмография
- 1945 — Великий перелом — генерал Студенцов
- 1962 — Женихи и Ножи (ранние оперетты И.Дунаевского, ЛенТВ) — Модест Петрович, нэпман
- 1966 — В городе С. — Одиссей, парикмахер
- 1966 — 12 стульев — Виктор Михайлович Полесов, слесарь-энтузиаст
- 1967 — Захудалое королевство — Король
- 1967 — Твой современник — швейцар
- 1969 — Завтра, третьего апреля… — продавец цветов
- 1972 — Красные пчёлы — отец Борьки
- 1972 — Учитель пения — член комиссии (нет в титрах)
- 1976 — Дикий Гаврила — Василий Савельич
- 1979 — Трое в лодке, не считая собаки — отец Джесси
- 1983 — Магия чёрная и белая — проводник
- 1985 — Переступить черту — Семён Фадеевич Корнильев
- 1991 — Мой лучший друг — генерал Василий, сын Иосифа — сосед Шустрова
- 1997 — История про Ричарда, Милорда и прекрасную Жар-птицу — сосед Анны Ерофеевны
- 1998 — Улицы разбитых фонарей (серия 7 «Третий слева») — Пётр Егорович Белкин
- 1998 — Горько! — гость на свадьбе Васи
- 2001 — По имени Барон — Ковров
- 2003 — Чисто по жизни (сериал) — пластический хирург

## Награды и звания
- 1942 ― Медаль «За оборону Ленинграда» (22.12.1942)
- 1944 ― Медаль «За боевые заслуги» (15.8.1944)
- 1945 ― Медаль «За победу над Германией в Великой Отечественной войне 1941—1945 гг.» (9.5.1945)
- 1948 ― Почётная грамота Президиума Верховного Совета Эстонской ССР[2]
- 1950 ― Заслуженный артист Эстонской ССР (1950)[3]
- 1959 ― Заслуженный артист РСФСР (22.9.1959)[3]
- 1985 ― Орден Отечественной войны II степени (6.4.1985)[4]
- 2000 ― Премия «Золотой софит» за вклад в театральное искусство (2000)